# Waldemar Schlichting
Waldemar Albert Heinrich Schlichting (* 24. April 1896 in Berlin; † 1970 ebenda) war ein deutscher Marinemaler.

## Leben
Waldemar Schlichting war der Sohn des Lehrers Heinrich Schlichting. Er war Schüler von Blank, Krause und Kahle an der Kunstakademie in Berlin und Schüler an der Kunstakademie Königsberg und war Mitglied im Berufsverband Bildender Künstler Berlins seit 1946.
Die ausgewogenen Kompositionen bei stimmungsvoller Licht- und Schattenmodellierung sorgten dafür, dass sich Schlichting als Marinemaler erfolgreich etablieren konnte. Sein Werk zeichnet sich vor allem durch seine dynamisch in Szene gesetzte See- und Schiffsansichten, realistische Dünen und Brandungsimpressionen aus.
Er malte regelmäßig 1925 bis 1935 in der Künstlerkolonie Nidden an der Kurischen Nehrung. Zeitweise lebte er auch auf Sylt.
Werke von ihm sind in deutschen Museen wie in Cuxhaven und Schwerin zu finden.